# باشگاه والیبال اشتوتگارت فریدریشسهافن
باشگاه والیبال فریدریشسهافن (به آلمانی: VfB Friedrichshafen) باشگاه حرفه‌ای والیبال مستقر در فریدریشسهافن آلمان است. این باشگاه در سال ۱۹۰۹ تأسیس شد. اشتوتگارت فریدریشسهافن با ۱۲ قهرمانی در بوندسلیگا موفق‌ترین باشگاه آلمان است.
فریدریشسهافن در سال ۲۰۰۷ قهرمان لیگ قهرمانان والیبال اروپا شد و در کارنامه خود ۱۳ قهرمانی جام حذفی آلمان را دارد.